# Princesse de Sagan
Pour les articles homonymes, voir Sagan.
'Princesse de Sagan' est un cultivar de rosier obtenu en 1883 par l'obtenteur lyonnais Francis Dubreuil (1842-1916). Il rend hommage à la princesse de Sagan, née Jeanne Seillière (1839-1905), fameuse personnalité mondaine de son époque, épouse de Boson de Talleyrand-Périgord (1831-1901), prince de Sagan et duc de Talleyrand, propriétaire du château de Valencay et d'immenses domaines en Prusse.

## Description
Ce rosier thé est issu d'un semis de 'David d'Angers' (Robert, 1856). Il s'agit d'un arbuste vigoureux de taille moyenne (80 cm à 120 cm), à fleurs moyennes longuement pédonculées, de couleur rouge cramoisi ombré de pourpre foncé,.
Cette variété craint les hivers trop froids.
Elle fut remarquée à son époque pour sa couleur éclatante et sa floraison généreuse et surtout par les fleuristes pour ses qualités de fleur de vase. Elle reçut trois médailles d'argent et un certificat de première classe de l'Association horticole lyonnaise en 1887. Tchekhov avait planté des roses 'Princesse de Sagan' dans le jardin de sa villa de Yalta en Crimée.
Elle est encore commercialisée, surtout en Angleterre et Outre-Atlantique.